# Central School of Speech and Drama

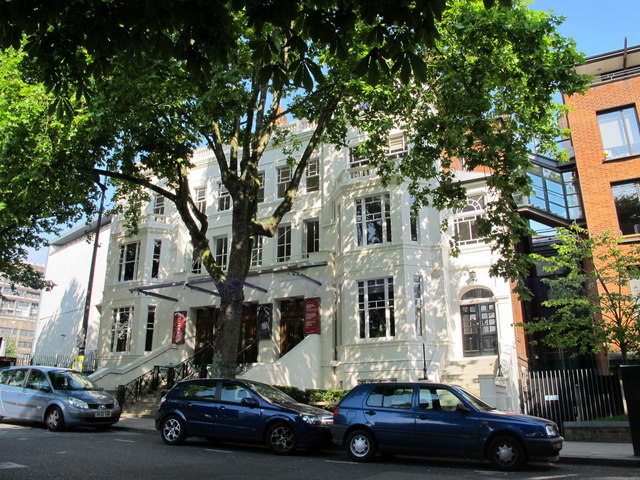
The Central School of Speech and Drama

Die Royal Central School of Speech and Drama (RCSSD) in London ist eine führende Ausbildungsstätte für Theaterleute in Europa. Sie wurde 1906 gegründet und ist heute College der University of London. Die Ausbildung ist traditionell auf den Beruf des Schauspielers ausgerichtet, mit Eingliederung in die Universität im Jahr 2005 ist ein akademischer Abschluss (Promotion) möglich.

## Berühmte Absolventen
Zu den Absolventen des College zählen (vergl.):
- Naomi Ackie (* 1992)
- Joss Ackland (1928–2023)
- Rodney Ackland (1908–1991)
- Riz Ahmed (* 1982)
- Joe Alwyn (* 1991)
- Peggy Ashcroft (1907–1991)
- Elliot Barnes-Worrell (* 1991)
- Gael García Bernal (* 1978)
- Claudie Blakley (* 1974)
- Claire Bloom (* 1931)
- Jeremy Brett (1933–1995)
- Ben Browder (* 1962)
- Michael Cacoyannis (1922–2011)
- Barbara Chilcott (1922–2022)
- Julie Christie (* 1940) (Doktor Schiwago, 1965)
- Pauline Collins (* 1940)
- Judi Dench (* 1934) (Shakespeare in Love, 1998, GoldenEye, 1995)
- Amanda Donohoe (* 1962)
- Lindsay Duncan (* 1950)
- Christopher Eccleston (* 1964) (Doctor Who, ab 2004)
- Jennifer Ehle (* 1969) (Stolz und Vorurteil, 1995)
- Rupert Everett (* 1959)
- Jonathan Firth (* 1967)
- Carrie Fisher (1956–2016) (Prinzessin Leia in Star Wars)
- Barry Foster (1931–2002) (Frenzy, 1972)
- James Frain (* 1968)
- Martin Freeman (* 1971)
- Dawn French (* 1957)
- Andrew Garfield (* 1983) (The Amazing Spider-Man, 2012)
- Suzanna Hamilton (* 1960)
- Jared Harris (* 1961) (Chernobyl)
- Jason Isaacs (* 1963) (Hotel Mumbai, 2018)
- Jonathan Kent (* 1949)
- Jack Knowles (* 1987)
- Alice Krige (* 1954) (Star Trek, 1996)
- Olivia Lee (* 1981)
- Gabriella Licudi (1941–2022)
- Jon Lord (1941–2012) (Deep Purple)
- Susan Lynch (* 1971)
- Angus Macfadyen (* 1963) (Saw III, 2006 und Saw IV, 2007)
- Anthony Marriott (1931–2014)
- Laurence Olivier (1907–1989) (Spartacus, 1960)
- Harold Pinter (1930–2008)
- Ana Inés Jabares-Pita (* 1987)
- James Purefoy (* 1964) (Ritter aus Leidenschaft, 2001)
- Lynn Redgrave (1943–2010)
- Vanessa Redgrave (* 1937)
- Natasha Richardson (1963–2009) (Gothic, 1986)
- Bruce Robinson (* 1946)
- Jennifer Saunders (* 1958)
- Rufus Sewell (* 1967)
- Charles Shaughnessy (* 1955) (Die Nanny)
- Kim Thomson (* 1959)
- Ann Todd (1909–1993) (Der Fall Paradin)
- Stephen Tompkinson (* 1965)
- Kathleen Turner (* 1954) (Der Rosenkrieg, 1989)
- Zoë Wanamaker (* 1949)
- Joseph Morgan (* 1981)
- Kit Harington (* 1986) (Game of Thrones)

## Studierende
Von den 1.100 Studierenden im Studienjahr 2019/20 waren 755 Frauen und 335 Männer. 695 kamen aus England, 20 aus Schottland und 130 aus der EU. 690 strebten ihren ersten Studienabschluss an, sie waren also undergraduates.